# 伊卜奈桥
伊卜奈桥（希伯來語：‎，羅馬化：Gesher Yibnah），又称鲁宾桥，是位于以色列伊卜奈附近的古代拱桥，建于马穆鲁克时代。该桥横跨梭烈谷（旧称鲁宾河或塔胡纳河），410号公路曾经由此桥通往雷霍沃特。由于桥中心有一个凸起，车辆在快速行驶时会跳起，该桥因此又称“跳桥”。如今该桥位于一个公共花园附件，毗邻410号公路使用的另一座新桥。

## 历史

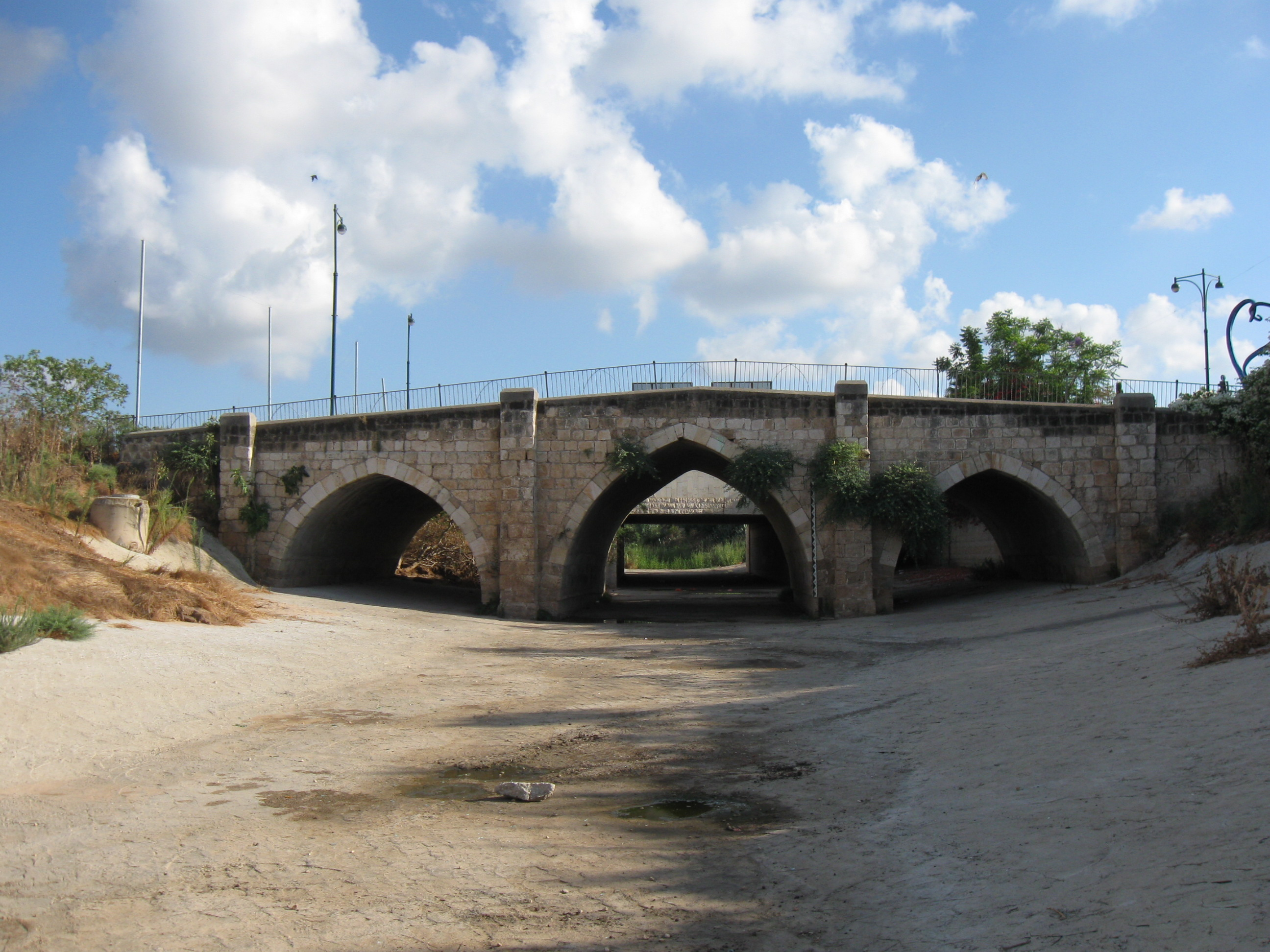
桥的下游面，摄于2010年

该桥是苏丹拜巴尔一世在埃及和巴勒斯坦修建的一系列桥梁之一。1896年，法国东方学家夏尔·西蒙·克莱蒙-加诺首次对该桥进行了现代研究。他指出，一篇阿拉伯编年史提到拜巴尔一世于伊斯兰历672年在拉姆利赫附近修建了两座具有重要意义的桥，以便其军队在埃及和叙利亚北部之间通行。两座桥中一座被认为是本桥，另一座是金达斯桥。
据克莱蒙-加诺所述，这座桥建于伊斯兰历671年至672年（公元1273年至1274年）。《圣地社会考古学》（The Archaeology of Society in the Holy Land）引用的建成时间是1273年。
19世纪末，瑞士考古学家马克斯·范贝尔歇姆检查了这座桥，发现桥上有大量重复使用的十字军石材，其中一些带有石匠的标记。

## 设计
该桥长48米，宽11.5米。它由三个拱门构成，两个中央桥墩上有面向上游的三角形分水角和面向下游的扶壁，后者带有倾斜的底槛。
除了桥墩的宽度外，该桥的设计与更知名的金达斯桥非常相似。该桥的拱跨与桥墩宽度之比超过2:1，而金达斯桥的比例约为1:1。
这座桥没有任何装饰或铭文，与金达斯桥上的情况相似。但据安德鲁·彼得森的说法，南端的一块石头上“可能有铭文或签名”。

## 脚注
1. ↑  Jacobs, Daniel; Shirley Eber; Francesca Silvani. . Rough Guides. 1998: 12. ISBN 978-1-85828-248-0.
2. ↑  Clermont-Ganneau, 1896, ARP II, pp. 110–117
3. ↑  Clermont-Ganneau, 1896, ARP II, p. 174; Reinecke, 1992, II, 38 No. 170. Both cited in Petersen, 2001, p. 318 （页面存档备份，存于）
4. ↑  Levy, 1995, p. 517
5. ↑  Clermont-Ganneau, 1896, ARP II, p. 182 Also cited in Petersen, 2001, p. 318 （页面存档备份，存于）
6. ↑  Petersen, 2001, p. 318 （页面存档备份，存于）
7. 1 2 3 4  Petersen, 2010, p. 297 （页面存档备份，存于）